# 南佛羅里達地區交通管理局

南佛羅里達地區交通管理局的標誌

南佛羅里達地區交通管理局（英語：South Florida Regional Transportation Authority，縮寫SFRTA）是在佛罗里达州龐帕諾比奇營運的三縣公共交通管理局，服務邁阿密-戴德、布勞沃德和棕櫚灘縣。

## 外部連結
- South Florida Regional Transportation Authority（页面存档备份，存于）